# Hrvoje Čukman
Hrvoje Čukman (* 28. Mai 1998) ist ein kroatischer Leichtathlet, der im Sprint und im Hürdenlauf an den Start geht.

## Sportliche Laufbahn
Erste Erfahrungen bei internationalen Meisterschaften sammelte Hrvoje Čukman im Jahr 2015, als er bei den Jugendweltmeisterschaften in Cali im 400-Meter-Hürdenlauf bis ins Halbfinale gelangte und dort mit 52,33 s ausschied. Anschließend gewann er bei den Balkan-Meisterschaften in Pitești in 3:07,62 min die Silbermedaille mit der kroatischen 4-mal-400-Meter-Staffel. Im Jahr darauf kam er bei den Balkan-Hallenmeisterschaften in Istanbul im 60-Meter-Hürdenlauf nicht ins Ziel und im Sommer schied er bei den U20-Weltmeisterschaften in Bydgoszcz mit 51,82 s im Halbfinale über 400 m Hürden aus. 2017 gewann er bei den U20-Balkan-Hallenmeisterschaften in Istanbul in 48,89 s die Bronzemedaille im 400-Meter-Lauf und siegte in 3:16,40 min in der 4-mal-400-Meter-Staffel. Ende Juli gelangte er bei den U20-Europameisterschaften in Grosseto nach 50,92 s auf Rang fünf über 400 m Hürden. Im Jahr darauf belegte er bei den U23-Mittelmeer-Meisterschaften in Jesolo in 51,57 s den sechsten Platz über die Hürden und anschließend gewann er bei den Balkan-Meisterschaften in Stara Sagora in 51,16 s die Silbermedaille über 400 m Hürden, schied im 200-Meter-Lauf mit 21,85 s in der Vorrunde aus. Zudem gewann er im Staffelwettbewerb in 3:09,04 min die Bronzemedaille. Im August kam er bei den Europameisterschaften in Berlin mit 52,93 s nicht über die erste Runde hinaus und verpasste mit der Staffel mit 3:07,80 min den Finaleinzug.
2021 schied er bei den Balkan-Meisterschaften in Smederevo mit 10,83 s in der ersten Runde im 100-Meter-Lauf aus und im Jahr darauf gelangte er bei den Balkan-Hallenmeisterschaften in Istanbul mit 8,02 s auf Rang fünf über 60 m Hürden. Im Juli startete er über 110 m Hürden bei den Mittelmeerspielen in Oran und verpasste dort mit 14,05 s den Finaleinzug. 2023 wurde er bei den Balkan-Meisterschaften in Kraljevo in 14,11 s Vierter im B-Lauf und gewann mit der 4-mal-400-Meter-Staffel in 3:11,47 min die Bronzemedaille hinter den Teams aus der Ukraine und Slowenien. Im Jahr darauf belegte er bei den Balkan-Meisterschaften in Izmir in 14,31 s den achten Platz über 110 m Hürden. 
In den Jahren 2016 und 2018 wurde Čukman kroatischer Meister im 400-Meter-Hürdenlauf sowie 2018 auch über 400 Meter. Zudem wurde er 2015 und 2023 Landesmeister in der 4-mal-400-Meter-Staffel sowie 2021 und 2022 in der 4-mal-100-Meter-Staffel. 2016, 2018 und 2022 wurde er zudem Hallenmeister im 60-Meter-Hürdenlauf und 2022 und 2023 siegte er im Freien über 110 m Hürden.

## Persönliche Bestleistungen
- 100 Meter: 10,82 s (0,0 m/s), 5. Juni 2021 in Karlovac
  - 60 Meter (Halle): 7,11 s, 5. Februar 2022 in Zagreb
- 200 Meter: 21,60 s (−0,1 m/s), 4. Juli 2018 in Novo Mesto
- 400 Meter: 46,88 s, 28. Juli 2018 in Zagreb
  - 400 Meter (Halle): 48,89 s, 12. Februar 2017 in Istanbul
- 110 m Hürden: 13,96 s (+1,1 m/s), 25. Juni 2022 in Karlovac
  - 50 m Hürden (Halle): 6,80 s, 12. Februar 2022 in Zagreb (kroatischer Rekord)
  - 60 m Hürden (Halle): 7,93 s, 26. Februar 2022 in Zagreb
- 400 m Hürden: 50,58 s, 29. Juli 2018 in Zagreb